# ایندوجا راویچاندران
ایندوجا راویچاندران بازیگر هندی است که در فیلم‌های تامیل ظاهر می‌شود. او به‌خاطر بازی برجسته‌اش در آهویی که نمی‌چرد (۲۰۱۷)، جیوه (۲۰۱۸) ، بیگیل (۲۰۱۹) و پارکینگ (۲۰۲۳) شناخته شده است.
ایندوجا راویچاندران در ولور به دنیا آمد و بزرگ شد و تحصیلات خود را در تشک ادونتیست روز هفتم دنبال کرد. او مدرک مهندسی نرم‌افزار را از مؤسسه فناوری ولور دریافت کرد.

## فیلم‌شناسی

### فیلم‌های
| سال  | عنوان              | نقش                  | یادداشت    |
| ---- | ------------------ | -------------------- | ---------- |
| ۲۰۱۷ | آهویی که نمی‌چرد    | سودار ویژی           |            |
| ۲۰۱۸ | جیوه               | میرا                 | فیلم صامت  |
| ۲۰۱۸ | 60 وایادو معانیرام | دکتر آرچانا          |            |
| ۲۰۱۸ | بیلا پاندی         | جایا لاکشمی          | [ ۴ ]      |
| ۲۰۱۹ | بومرنگ             | مایا                 |            |
| ۲۰۱۹ | حکیم بزرگ          | ویجایا لاکشمی "ویجی" |            |
| ۲۰۱۹ | عالی               | شرین                 |            |
| ۲۰۱۹ | بیگیل              | ومبو                 |            |
| ۲۰۲۰ | موکوتی امان        | عروس                 | ظاهر کمئو  |
| ۲۰۲۲ | نان واروون         | بووانا               | [ ۶ ]      |
| ۲۰۲۳ | توقفگاه خودرو      | Aadhika              | [ ۷ ]      |
| ۲۰۲۴ | خاکی               | ن/م                  | فیلمبرداری |
| ۲۰۲۴ | اعلام شد           |                      |            |